# کارشناسان سکس
کارشناسان سکس (به انگلیسی: Masters of Sex) یک مجموعه دراماتیک تلویزیونی محصول سال ۲۰۱۳ امریکاست؛ و براساس کتاب زندگی‌نامه توماس میلر به همین نام است که در شبکه شوتایم در سال ۲۰۱۳ ساخته شده است؛ و در مورد تحقیقات ویلیام مسترز و ویرجینیا جانسون (پایه‌گذاران رشته سکسولوژی) است. این سریال دارای چهار فصل است که فصل اول با دوازده قسمت در تاریخ ۱۹ سپتامبر ۲۰۱۳ به نمایش درآمد. این مجموعه در قسمت بهترین مجموعه تلویزیونی درام در مراسم گلدن گلوب نامزد شده است. مایکل شین و لیزی کاپلن به ترتیب در نقش ویلیام مسترز و ویرجینیا جانسون بازی می‌کنند.

## داستان
فیلم در اواخر ۱۹۵۰ و اوایل ۱۹۶۰ می‌گذرد و به تحقیقات و رابطه دکتر ویلیام مسترز و ویرجینیا جانسون می‌پردازد.
طبق گفته لس آنجلس تایمز، این سریال عمق حقایق را نشان می‌دهد. داستان دو انسان واقعی که با شخصیت‌های جدید و داستانی درام زیبا شده است. در واقع سریال داستانی ملموس دربارهٔ شخصیت‌های زودگذر (بیماران، فاحشه‌ها، همسر شهردار) است که در همین حین بسیاری از بهترین لحظات داستان شکل می‌گیرد.

## بازیگران

### بازیگران اصلی
- مایکل شین در نقش دکتر ویلیام مسترز
- لیزی کاپلان در نقش ویرجینیا جانسون
- کیتلین فیتزجرالد در نقش لیبی مسترز
- تدی سیرس در نقش دکتر آستین لنگهام
- نیکولاس دی آگستو در نقش دکتر اتان هاس (فصل ۱، مهمان در فصل ۲)
- آنالی اشفرد در نقش بتی دیملو (فصل ۲، بازگشتی فصل ۱)

### بازیگران بازگشتی
- بیوهانکز بریجز در نقش رئیس بارتون اسکالی
- آلیسون جانی در نقش مارگارت اسکالی، همسر اسکالی
- رز مک‌ایور در نقش ویوین اسکالی، دختر اسکالی[۲]
- هلن یورک در نقش جین مارتین
- کوین کریستی در نقش لستر لیندن
- جولیان نیکلسون در نقش دکتر لیلین دی پاول (فصل ۱–۲)
- آن دوود در نقش استاربروکز 'اسی' مسترز، مادر ویلیام[۳]
- گرگ گرانبرگ در نقش جین مورتی
- فین ویتراک در نقش دیل (فصل ۱)، مرد فاسدی که برای بارتون اسکالی کار می‌کند.[۴]
- بتسی براندت در نقش باربارا (فصل ۲)، منشی جدید مسترز، و بعداً بیمار کلینیک او[۵]
- کریستین بورل در نقش فرانسیس 'فرانک' مسترز (فصل ۲)، برادر کوچکتر ویلیام مسترز[۶]
- کیکه پلامر در نقش کارول (فصل ۲)، پرستار آفریقایی-آمریکایی مسترز y[۷]
- جوکو سیمز در نقش رابرت فرانکلین (فصل ۲)، برادر کارول و فعال حقوق مدنی
- سارا سیلورمن در نقش هلن (فصل ۲)[۸]
- کورتنی بی.ونس در نقش دکتر هندریکز (فصل ۲)، مدیر یک بیمارستان برای آفریقایی-امریکایی‌ها در سنت لوییس که دنبال اتحاد است.[۹]
- دنی هاستون در نقش دکتر داگلاس گریت هاوس (فصل ۲)، مدیر بخش مامایی بیمارستان
- آرتمیس پبدانی در نقش فلو پکر (فصل ۲)، صاحب یک کمپانی قرص‌های رژیمی که ویرجینیا در آن کار می‌کند.

## تهیه و تولید

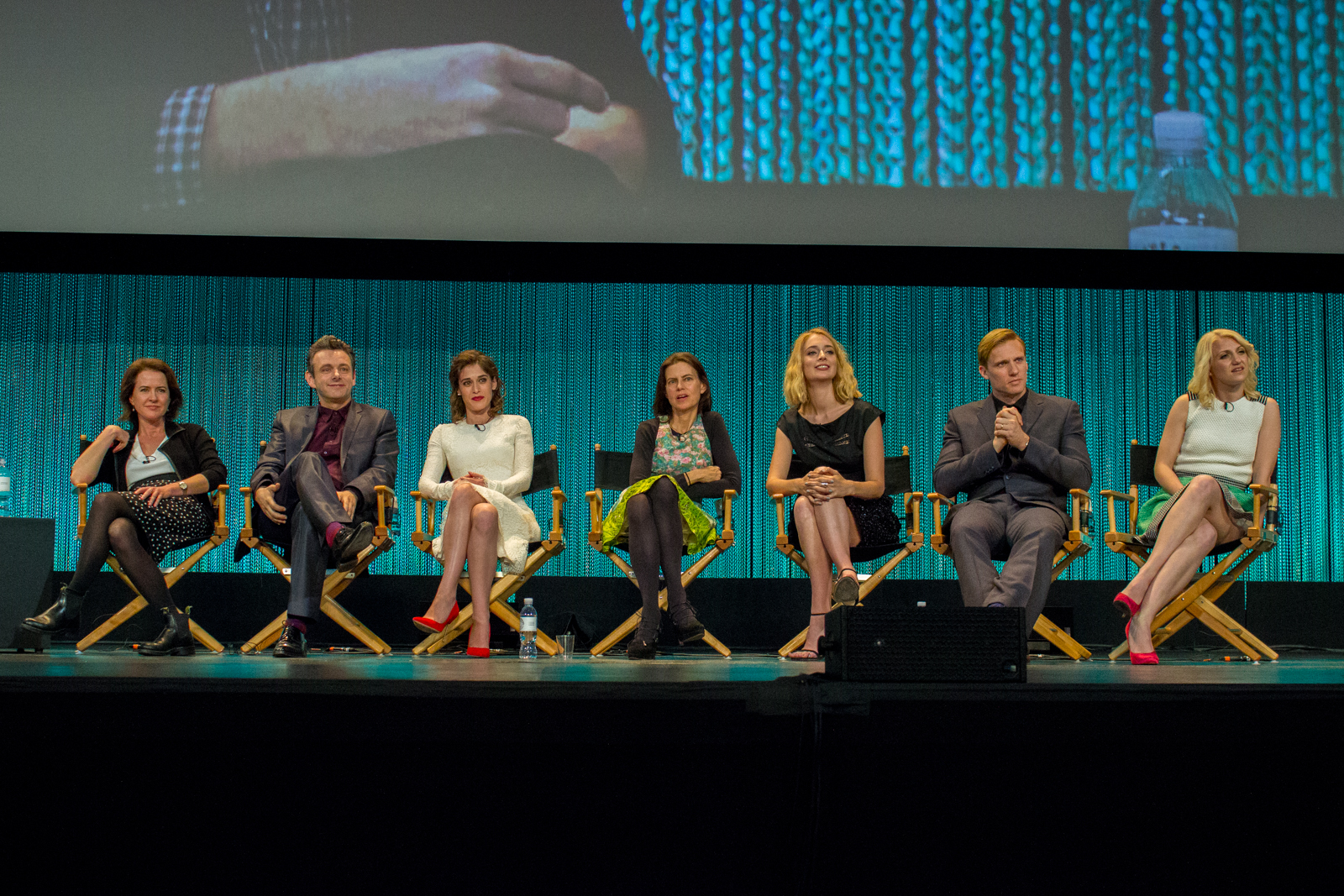
بازیگران کارشناسان سکس در سال ۲۰۱۴، از چپ: میشل اشفورد (تهیه‌کننده اجرایی)، مایکل شین، لیزی کاپلان، سارا تیمبرمن (تهیه‌کننده اجرایی)، کیتلین فیتزجرالد، تدی سیرس و آنالی اشفرد.

شبکه شوتایم درخواست تولید قسمتی آزمایشی از این سریال را در اوت ۲۰۱۱ داد و در جون ۲۰۱۲ تولید سریال آغاز شد. نویسنده/تهیه‌کننده میشل اشفورد، مسئول سریال بود. او گروه زیادی از نویسندگان زن را جمع کرد، اگرچه ادعا کرد این کار عمدی نبوده است.
اشفورد شخصیت بارتون اسکالی را با ترکیب چندین مرد آشنا با مسترز ایجاد کرد.
جفری جانسون به سختی دستیابی به اطلاعاتی دربارهٔ ابزارهای جنسی آن زمان اشاره کرد. «این مسائل برای آن زمان ممنوع بود و پیدا کردن اطلاعات دربارهٔ آن‌ها بسیار مشکل بود. مردم حتی دربارهٔ آنها نمی‌نوشتند.» او چند ویبراتور کلاسیک و دیلدو به همراه کاندومهای تولید آن زمان برای استفاده در سریال بدست آورد. او «آلیسس» را طراحی کرد؛ دیلدوی شفافی که همراه با دوربین بود و اولین بار در قسمت آزمایشی دیده شد.